# Bonang

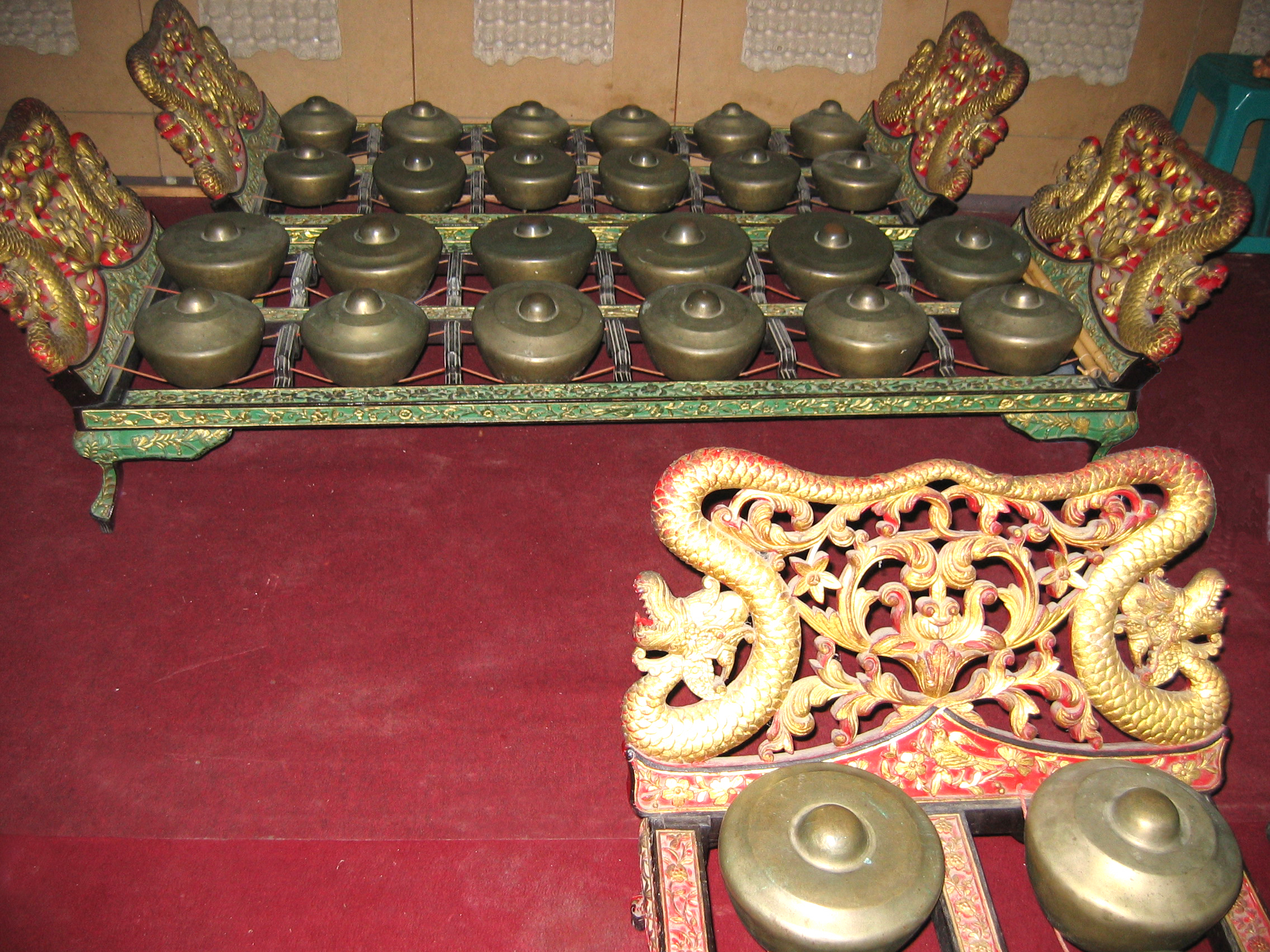
Bonang barung vorne und bonang panerus hinten

Bonang ist ein Musikinstrument im Gamelan-Orchester der indonesischen Insel Java. Das mit Stöcken geschlagene Idiophon besteht aus mehreren Buckelgongs, die in einer Doppelreihe in einem hölzernen Gestell beweglich auf Schnüren gelagert sind.

## Bauform
Ein bonang besteht aus zwei Reihen von Kesselgongs. Bei steigender Tonhöhe ist ein Gong in Richtung seines Buckels stärker gewölbt, in tiefer Tonlage ist er flach. Die Gongs liegen lose jeweils auf zwei Schnüren auf, die in einem horizontalen Holzrahmen gespannt sind. Die einzelnen Gongs können also beliebig ausgetauscht werden. An den Seiten des Holzrahmens finden sich fast immer verzierende Schnitzereien.
Es gibt drei verschiedene Bonang:
Das bonang panerus ist das kleinste und damit in der Tonlage am höchsten gelegene Instrument. Das bonang barung ist größer als das panerus und erklingt eine Oktave tiefer. Das bonang panembung ist noch größer und damit noch eine Oktave tiefer in der Tonlage als das barung. Es ist ein altes Instrument und wird in modernen Gamelan-Ensembles nicht mehr verwendet. Alle drei Typen des bonang umfassen zwei Oktaven. In einem Ensemble gibt es von jedem bonang jeweils eins in pelog (14 Gongs) und eins in slendro Stimmung (12 Gongs).

## Spielweise
Das bonang gehört zu den Instrumenten im Gamelan, die die Grundmelodie verzieren. Das Spiel ist sowohl rhythmisch als auch melodisch komplizierter als das der Grundmelodie. Bonang panerus und bonang barung spielen meistens verzahnend zusammen (d. h., es klingt abwechselnd ein Ton des barung und des parerus), oder das panerus spielt doppelt so schnell wie das barung.
Geschlagen werden die Gongs mit zwei länglichen Schlägern ("tabuh") deren vordere Enden mit Schnur umwickelt sind, um auf den Buckel der Gongs zu schlagen. Um zu vermeiden, dass ein Ton zu lange ausklingt, legt man den Schläger nach dem Anschlagen direkt wieder auf den Buckel des Gongs auf und dämpft damit den Ton ab.